# Phelsuma hoeschi
Espèce
Statut de conservation UICN

 DD  : Données insuffisantes
Statut CITES
Phelsuma hoeschi est une espèce de geckos de la famille des Gekkonidae.

## Répartition
Cette espèce est endémique de la région d'Atsinanana à Madagascar. Elle se rencontre dans les environs d'Ampasimanolotra.

## Étymologie
Cette espèce est nommée en l'honneur d'Udo Hoesch.

## Publication originale
- Berghof & Trautmann, 2009 : Eine neue Art der Gattung Phelsuma Gray, 1825 (Sauria: Gekkonidae) von der Ostküste Madagaskars. Sauria, vol. 31, n. 1, p. 5–14.